# Liste der Emire von Kuwait

Wappen Kuwaits

Dies ist eine Liste der Emire von Kuwait.
Die Sabah-Dynastie kam 1718 zur Macht und löste die Bani Khalid ab, die diese Region beherrschten:
|     | Name          | Bild | Lebensdaten  | Regierungszeit                           | Verwandtschaft                                                                           |
| --- | ------------- | ---- | ------------ | ---------------------------------------- | ---------------------------------------------------------------------------------------- |
| 1.  | Sabah I.      |      | 1700 – 1762  | 1752 – 1762                              |                                                                                          |
| 2.  | Abdullah I.   |      | 1740 – 1814  | 1762 – 1814                              | Sohn des Vorgängers                                                                      |
| 3.  | Dschabir I.   |      | 1775 – 1859  | 1814 – 1859                              | Sohn des Vorgängers                                                                      |
| 4.  | Sabah II.     |      | 1784 – 1866  | 1859 – 1866                              | Sohn des Vorgängers                                                                      |
| 5.  | Abdullah II.  |      | 1814 – 1892  | 1866 – 1892                              | Sohn des Vorgängers                                                                      |
| 6.  | Muhammad      |      | 1838 – 1896  | 1892 – 1896                              | Halbbruder des Vorgängers                                                                |
| 7.  | Mubarak       |      | 1837 – 1915  | 1896 – 1915                              | Vollbruder des Vorgängers                                                                |
| 8.  | Dschabir II.  |      | 1860 – 1917  | 1915 – 1917                              | Sohn des Vorgängers                                                                      |
| 9.  | Salim         |      | 1864 – 1921  | 1917 – 1921                              | Vollbruder des Vorgängers                                                                |
| 10. | Ahmad         |      | 1885 – 1950  | 29. März 1921 bis 29. Januar 1950        | Neffe des Vorgängers; Sohn von Dschabir II.                                              |
| 11. | Abdullah III. |      | 1895 – 1965  | 29. Januar 1950 bis 24. November 1965    | Cousin des Vorgängers; Sohn von Salim                                                    |
| 12. | Sabah III.    |      | 1913 – 1977  | 24. November 1965 bis 31. Dezember 1977  | Halbbruder des Vorgängers                                                                |
| 13. | Dschabir III. |      | 1926 – 2006  | 31. Dezember 1977 bis 15. Januar 2006    | Neffe 2. Grades des Vorgängers (durch seine Mutter auch Neffe 1. Grades); Sohn von Ahmad |
| 14. | Saad          |      | 1930 – 2008  | 15. Januar 2006 bis 24. Januar 2006      | Cousin 1. und 2. Grades des Vorgängers; Sohn von Abdullah III.                           |
| 15. | Sabah IV.     |      | 1929 – 2020  | 24. Januar 2006 bis 29. September 2020   | Cousin 2. Grades des Vorgängers; Sohn von Ahmad                                          |
| 16. | Nawaf         |      | 1937 – 2023  | 29. September 2020 bis 16. Dezember 2023 | Halbbruder des Vorgängers                                                                |
| 17. | Mischal       |      | 1940 – heute | 16. Dezember 2023 bis heute              | Halbbruder des Vorgängers                                                                |

## Herrscherfamilie
→ Hauptartikel: Sabah-Dynastie